# Ковикур
Ковикур (фр. Cauvicourt) насеље је и општина у северној Француској у региону Доња Нормандија, у департману Калвадос која припада префектури Кан.
По подацима из 2011. године у општини је живело 436 становника, а густина насељености је износила 45,32 становника/km². Општина се простире на површини од 9,62 km². Налази се на средњој надморској висини од 100 метара (максималној 133 m, а минималној 55 m).

## Демографија
| 1962. | 1968. | 1975. | 1982. | 1990. | 1999. | 2011. |
| ----- | ----- | ----- | ----- | ----- | ----- | ----- |
| 261   | 263   | 302   | 312   | 373   | 367   | 436   |

График промене броја становника у току последњих година